# سكوت ميكلوفيتش
سكوت ديفيد ميكلوفيتش (بالإنجليزية: Scott David Mechlowicz)‏ (ولد في 17 يناير 1981، نيويورك، الولايات المتحدة الأمريكية)، ممثل أمريكي. بدأ ميكلوفيتش مسيرته الفنية في عام 2003، ومن أعمالة الفنية فيلم رحلة أوربية في عام 2004، وفي نفس العام فيلم Mean Creek، ومحارب سلمي في عام 2006، وGone في عام 2007، وUndocumented في عام 2010، وCat Run في عام 2011 وفي نفس العام فيلم انتظار إلى الأبد، وEden في عام 2012.

## نشأته والتعليم
ولد سكوت ميكلوفيتش في مدينة نيويورك، لوالدين أمريكيين، فوالده يدعى موريس ميكلوفيتش وأمه (سوزان ليهرمان) تعمل كمعالجة التنفس. وتعتبر عائلة سكوت ميكلوفيتش من العوائل اليهودية المتشددة في ديانتها. انتقل بعد ذلك إلى بلانو في مقاطعة كولين في ولاية تكساس حيث تخرج من مدرسة بلانو الثانوية عام 1999. ودرس في جامعة تكساس في أوستن لمدة فصل دراسي واحد. انتقل بعد ذلك إلى لوس أنجلوس في ولاية كاليفورنيا، حيث درس في جامعة كاليفورنيا وتخرج في عام 2003، مع مرتبة الشرف.

## مشواره الفني

### بداية عمله
في عام 2003، انتقل سكوت ميكلوفيتش إلى لوس أنجلوس وبعد ذلك بعام واحد نجح في الحصول على دور له في مسلسل هاوس بجانب الممثل هيو لوري. وفي عام 2004 قام بتمثيل دور البطولة في فيلم الكوميدي رحلة أوربية بدور «سكوت توماس»، والفيلم من إخراج جيف شافير. وفي نفس السنة لعب دور «مارتي» في فيلم Mean Creek بجانب الممثل جوش بيك والممثلة كارلي شرودر، والفيلم من إخراج جايكوب آرون. بعد كل ذلك حصل سكوت ميكلوفيتش على أولى أدوار البطولة له عام 2006 حينما مثل في الفيلم الروائي الطويل محارب سلمي بجانب الممثل نيك نولتي والممثلة إيمي سمارت، والفيلم من إخراج فيكتور سالفا. وفي عام 2007 أدى الدور الرئيسي في فيلم الإثارة النفسية Gone أمام الممثل شاون إيفانز والممثلات أميليا وارنير، إيفون ستراهوفسكي.

### 2010 - الآن
في عام 2010 أدى الدور الرئيسي في الفيلم الإثارة Undocumented أمام الممثلة ألونا تاي والممثل السويدي بيتر ستورمار، والفيلم من إخراج كريس بيك أوفر. وفي خريف 2011 لعب دور «أنتوني» في فيلم الكوميدي Cat Run أمام الممثل كريستوفر ماكدونالد والممثلة الإسبانية باز فيغا، والفيلم من إخراج جون ستوكويل. وفي نفس السنة لعب دور «جيم» في فيلم الرومنسي انتظار إلى الأبد بجانب الممثل ريتشارد جينكينز والممثلات رايتشل بيلسن، جايمي كينغ، بليث دانر، والفيلم من إخراج جايمز كيش. أدى ميكلوفيتش دور البطولة في فيلم روائي طويل عام 2012 يدعى Eden أمام الممثلة جيمي تشونغ.
وأيضاً في عام 2014 أدى دور «أنتوني» في الفيلم الكوميدي Cat Run 2 وهو الجزء الثاني من فيلم الكوميدي Cat Run. وفي عام 2015 قام بتمثيل دور البطولة في الكوميدي المرعب Demonic بدور «براين» أمام الممثل العالمي فرانك جريلو والممثلات ماريا بيلو، ميغان بارك، والذي حاز على العديد من الجوائز العالمية وشعبية هائلة بين أفلام الرعب في عام 2015.

## السيرة الفنية
| السنة | الفيلم           | بالإنجليزية         | ملاحظات    |
| ----- | ---------------- | ------------------- | ---------- |
| 2004  | رحلة أوربية      | EuroTrip            | سكوت توماس |
| 2004  | مين كريك         | Mean Creek          | مارتي      |
| 2006  | محارب سلمي       | Peaceful Warrior    | دان ميلمان |
| 2007  | غون              | Gone                | تايلور     |
| 2010  | أوندوكيومينتيد   | Undocumented        | ترافيس     |
| 2011  | كات رون          | Cat Run             | أنتوني     |
| 2011  | انتظار إلى الأبد | Waiting for Forever | جيم        |
| 2012  | إدين             | Eden                | جيسي       |
| 2014  | كات رون 2        | Cat Run 2           | أنتوني     |
| 2015  | ديمونيك          | Demonic             | براين      |

| السنة | المسلسل | بالإنجليزية | ملاحظات |
| ----- | ------- | ----------- | ------- |
| 2004  | هاوس    | House       | دان     |